# Gladbach (Eifel)
Gladbach in der Eifel ist eine Ortsgemeinde im Landkreis Bernkastel-Wittlich in Rheinland-Pfalz. Sie gehört der Verbandsgemeinde Wittlich-Land an.

## Geschichte
Die urkundliche Erstnennung der Gemeinde geht auf Besitzverzeichnisse der Abtei Echternach zurück. Zum Ende des 8. Jahrhunderts wurde ein königliches Gut („fisci“) mit Namen Dreyse am Fluss Salmana, vom Bruder Karls des Großen, Karlmann der Abtei geschenkt. Zu diesem Gut gehörten auch einige Orte in der näheren Umgebung.
Im Jahre 895, am 28. Oktober, bestätigte König Zuentibold der Abtei Echternach auf Bitten des Trierer Erzbischofs Ratbold ihre Besitzungen. In diesem Besitzverzeichnis wird unter anderem auch Gladbach aufgeführt.
Gladbach gehörte landesherrlich zum Herzogtum Luxemburg. Der Ort war der Herrschaft Bruch zugeordnet. In Gladbach und im nahen Bruch, konnte die Abtei Echternach, im Gegensatz zur Entwicklung in Dreis, seine Landesherrlichkeit nicht ausbauen, da die Salm die Grenze zwischen dem Herzogtum Luxemburg und dem Kurstaat Trier bildete. Gladbach und Bruch lagen auf der rechten Salmseite und somit im Luxemburgischen.
Ab 1794 stand Gladbach unter französischer Herrschaft und gehörte von 1795 bis 1814 zum Kanton Dudeldorf im Département des Forêts (Wälderdépartement). 1815 wurde die Region auf dem Wiener Kongress dem Königreich Preußen zugeordnet. Seit 1946 ist der Ort Teil des damals neu gebildeten Landes Rheinland-Pfalz.
Statistik zur Einwohnerentwicklung
Die Entwicklung der Einwohnerzahl von Gladbach, die Werte von 1871 bis 1987 beruhen auf Volkszählungen:
| Jahr | Einwohner |
| 1815 | 247       |
| 1835 | 358       |
| 1871 | 386       |
| 1905 | 383       |
| 1939 | 370       |

| Jahr | Einwohner |
| 1950 | 396       |
| 1961 | 386       |
| 1970 | 476       |
| 1987 | 404       |
| 2005 | 361       |

## Politik

### Bürgermeister
Seit 2019 ist Sylvia Krones (parteilos) Ortsbürgermeisterin von Gladbach. Sie wurde im Juni 2024 wiedergewählt.
Die Vorgänger von Sylvia Krones waren seit 2004 Oswald Wingender und zuvor Rudolf Bischet.

### Wappen
| Wappen von Gladbach | Blasonierung: „In Blau auf einem goldenen Wellenschildfuß, darin ein roter Wellenbalken, ein gekürzter goldener Abtstab, begleitet rechts und links von je einem silbernen fehförmigen Eisenhut.“ |
| Wappen von Gladbach | |

## Sehenswürdigkeiten
- Mahlmühle am Gladbach, urkundlich 1409 erwähnt
- Ölmühle, 1785 neu erbaut
- Martinsbrunnen

## Sport
SV Gladbach (Vereinsfarben rot und weiß)
- Abteilung Tischtennis: Zur Saison 2008/2009 wurde diese Abteilung mit einer Mannschaft gegründet. In der Saison 2009/2010 gab es bereits zwei Mannschaften. Die erste Mannschaft wurde in ihrer zweiten Saison ungeschlagen Meister.